# شین لارکین
شین لارکین (انگلیسی: Shane Larkin؛ زادهٔ ۲ اکتبر ۱۹۹۲) بازیکن بسکتبال اهل ایالات متحده آمریکا است.
از باشگاه‌هایی که در آن بازی کرده‌است می‌توان به باشگاه ورزشی افس پیلسن، دالاس ماوریکس، بروکلین نتس، و نیویورک نیکس اشاره کرد.